# Katastrofa lotu Grodno Aviakompania 1252
Katastrofa lotu Grodno Aviakompania 1252 – 3 listopada Antonow An-12BK rozbił się podczas próby odejścia na drugi krąg, zabijając wszystkie dziewięć osób (siedmiu członków załogi i dwóch pasażerów) na pokładzie. Był to pierwszy śmiertelny wypadek linii Grodno Aviakompania.

## Lot
Samolotem był Antonow An-12BK. Feralnego dnia kapitanem samolotu był Aleksandr Jegorow, a drugim pilotem był Ołeh Szczuczko. Podczas zbliżania się do pasa pogoda była zła ze względu na słabą widoczność, opady śniegu i szacowaną temperaturę ok. -7 °C.
Kontakt radarowy z samolotem został utracony o 19:34 czasu lokalnego. Samolot rozbił się na południowy wschód od pasa startowego i stanął w płomieniach. Katastrofa miała miejsce w gęstym lesie, z dala od dróg, co utrudniło szybkie przybycie służb ratowniczych. Wszystkie dziewięć osób na pokładzie zginęło.